# Microids
Microids (antes Microïds) es una marca de software francesa perteneciente a Anuman que publica y desarrolla videojuegos. En los últimos años, la colección de marcas y licencias de juegos de la compañía ha crecido desde que formó parte de MC2 Francia. A finales de 2007, la marca Microïds fue relanzada y desde principios de 2010 Microïds ha formado parte de Anuman.

## Historia

### Fundación de la empresa (1985-2003)
Microids fue fundada en 1985 por Elliot Grassiano. Durante los primeros 10 años, Microïds fue una casa de desarrollo, pero en 1995 se expandieron en la publicación y la distribución también. Microïds Francia en este momento se encuentra en Vélizy (cerca de París), Francia. La compañía también se expandió a nivel mundial con una editorial en Milán, Italia (Microïds Italia), distribuidor en Milton Keynes, Reino Unido (Microïds Ltd) y desarrollador en Montreal, Canadá (Microïds Canada Inc.).

### Fusión con MC2 Francia (2003-2009)
En 2003, Emmanuel Olivier (fundador de Index +) creó una nueva empresa llamada MC2 France, que posteriormente se fusionó con Microïds. En septiembre de 2003, MC2-Microïds adquirió Wanadoo Edition como parte de un acuerdo con el gobierno francés para que Microïds emergiera de la protección de bancarrota. Como parte del acuerdo, Wanadoo también se convirtió en un accionista del 12% de Microïds. Emmanuel Olivier se convirtió en CEO cuando Elliot Grassiano dejó la compañía. En febrero de 2004 la empresa tenía más de 150 empleados, incluyendo 95 en Montreal.
En marzo de 2005, Ubisoft anunció su intención de adquirir MC2-Microïds (Microïds Canadá) e integrarlo en los estudios de Ubisoft en Montreal. Este acuerdo sólo incluyó a cincuenta empleados y equipo técnico de MC2-Microïds; Sin embargo, el acuerdo no incluyó ninguna transferencia de propiedad intelectual. El brazo británico Microids Ltd se liquidó entre 2003 y 2005, y Microïds Italia se separó de la empresa en 2005, convirtiéndose en la editorial italiana Blue Label Entertainment.
El 28 de noviembre de 2007, MC2 France relanzó oficialmente la marca Microïds, con todas las futuras producciones de la compañía que debían lanzarse bajo las marcas MICROÏDS Montreal o MICROÏDS Paris. La sede de la empresa está en Montrouge, un suburbio de París y tienen un estudio de desarrollo en Montreal, Canadá, de ahí las dos marcas. En diciembre de 2007 abrió una tienda en línea, impulsada por Metaboli; Esto fue más tarde mejorado y relanzado el año siguiente.
El 20 de octubre de 2008 Microïds adquirió las marcas y la propiedad intelectual de Cryo Interactive, que había sido declarada en quiebra en 2002. Microïds también publica juegos de Kheops Studio.

### Adquirido por Anuman Interactive (2010-presente)
El 23 de noviembre de 2009 Anuman Interactive anunció que estaban adquiriendo la marca de y todas las licencias asociadas de Microïds. El acuerdo entre Microuman Anuman y MC2 se completó el 1 de enero de 2010.
El 8 de abril de 2010, Microïds anunció su estrategia para 2010; Esto incluye el desarrollo de PC de Drácula 4: La Sombra del Dragón y Syberia 3 y la adaptación de muchas de las licencias de juego de Microid en juegos episódicos para iPad y iPhone de Apple. En 2011 se dio a conocer un nuevo logotipo para la compañía, además de la nueva marca secundaria de "Microïds Games For All" que se centra en torno a los juegos de la no-aventura de la compañía.
El 26 de noviembre de 2012 se anunció que Elliot Grassiano, el fundador original de Microïds, supervisará el desarrollo de nuevos juegos como Vicepresidente de la unidad Microïds.
El 19 de agosto de 2013 se anunció que Anuman había adquirido la licencia para desarrollar y publicar juegos basados en las obras de Agatha Christie; Estos serán publicados en la etiqueta de Microïds.